# تفويض استخدام القوة العسكرية ضد الحكومة السورية للرد على استخدام الأسلحة الكيميائية
تفويض استخدام القوة العسكرية ضد الحكومة السورية للرد على استخدام الأسلحة الكيميائية (S.J.Res. 21) هو قرار مشترك لمجلس الشيوخ الأمريكي كان من شأنه أن يسمح للرئيس باراك أوباما باستخدام الجيش الأمريكي للتدخل في الحرب الأهلية السورية المستمرة. تم تقديم مشروع القانون من قبل زعيم الأغلبية في مجلس الشيوخ هاري ريد في 6 سبتمبر 2013 في جلسة رسمية خاصة بمجلس الشيوخ والتي عقدت خلال الأسبوع الأخير من عطلة أغسطس. وكان مشروع القانون سيسمح فقط بالعمل العسكري لمدة 60 يوما، مع إمكانية تمديدها مرة واحدة لمدة 30 يوما. وكان من شأن مشروع القانون أن يحظر على وجه التحديد استخدام القوات البرية. ومع ذلك، لم يتم التصويت على مشروع القانون هذا في مجلس النواب أو مجلس الشيوخ.

## خلفية

### الحرب الاهلية السورية
الحرب الأهلية السورية، والمعروفة أيضًا باسم الانتفاضة السورية أو الأزمة السورية، هو صراع مسلح مستمر في سوريا بين القوات الموالية لحكومة البعث وقوات المعارضة التي تسعى للإطاحة بها. بدأ الصراع في 15 مارس 2011، بمظاهرات شعبية اتسع نطاقها على مستوى البلاد بحلول أبريل 2011. وكانت هذه المظاهرات جزءًا من حركة الاحتجاج الإقليمية الأوسع التي حدثت في عدد من البلدان العربية والتي يشار إليها باسم الربيع العربي. وطالب المتظاهرون باستقالة الرئيس بشار الأسد، الذي تولت عائلته الرئاسة في سوريا منذ عام 1971، وكذلك إنهاء حكم حزب البعث الذي بدأ في عام 1963.
في أبريل 2011، تم نشر الجيش السوري لقمع الانتفاضة، وأطلق الجنود النار على المتظاهرين في جميع أنحاء البلاد. بعد أشهر من الحصار العسكري، تطورت الاحتجاجات إلى تمرد مسلح. وقد قاومت قوات المعارضة، التي تتألف في معظمها من جنود منشقين ومتطوعين مدنيين، دون قيادة مركزية. وقعت الاشتباكات في العديد من المدن والبلدات في جميع أنحاء البلاد، في ظل صراع غير متكافئ. وشهد أواخر عام 2011 تنامي نفوذ جماعة جبهة النصرة داخل قوات المعارضة، وفي عام 2013 دخل حزب الله الحرب لدعم الجيش السوري. وتحظى الحكومة السورية بدعم عسكري من روسيا وإيران، في حين تقوم قطر والمملكة العربية السعودية بنقل الأسلحة إلى المتمردين. بحلول يوليو 2013، سيطرت الحكومة السورية على ما يقرب من 30 إلى 40 في المائة من أراضي البلاد و60 في المائة من السكان السوريين. واتخذ الصراع تدريجيا طابعا طائفيا بين السنة والعلويين الشيعة عندما بدأت الحكومة السورية في إنشاء ميليشيات علوية لتحل محل الجنود المنشقين. ووصف تقرير للأمم المتحدة صدر في أواخر عام 2012 الصراع بأنه "طائفي بطبيعته"، على الرغم من أن كل من المعارضة وقوات الحكومة تنكر أن الطائفية تلعب أي دور رئيسي في الصراع.
وفي يونيو 2013، تجاوز عدد القتلى 100 ألف شخص وفقاً للأمم المتحدة. وقد تم سجن عشرات الآلاف من المتظاهرين وهناك تقارير عن انتشار التعذيب والإرهاب على نطاق واسع في سجون الدولة. واتهمت المنظمات الدولية كل من القوات الحكومية وقوات المعارضة بارتكاب انتهاكات جسيمة لحقوق الإنسان. وقد توصلت عمليات التفتيش والتحقيقات التي أجرتها الأمم المتحدة في سوريا إلى أن انتهاكات الحكومة السورية هي الأعلى تواترا والأضخم نطاقا.

### "الخط الأحمر"
في 20 أغسطس 2012، استخدم الرئيس باراك أوباما عبارة "الخط الأحمر" في إشارة إلى استخدام الأسلحة الكيميائية في الحرب الأهلية السورية، قائلاً: "لقد كنا واضحين للغاية لنظام الأسد، ولكن أيضًا للاعبين الآخرين على الأرض، أن الخط الأحمر بالنسبة لنا هو أن نبدأ في رؤية مجموعة كاملة من الأسلحة الكيميائية تتحرك أو يتم استخدامها. هذا من شأنه أن يغير حساباتي. هذا من شأنه أن يغير معادلتي." أصبحت العبارة مصدرًا للخلاف عندما قال الخصم السياسي جون ماكين إن الخط الأحمر "مكتوب على ما يبدو بحبر يختفي"، بسبب التصور بأن الخط الأحمر قد تم تجاوزه دون أي إجراء. في الذكرى الأولى لخطاب أوباما حول الخط الأحمر، وقعت الهجمات الكيميائية في الغوطة. ثم أوضح أوباما قائلاً "لم أضع خطاً أحمر. لقد وضع العالم خطاً أحمر عندما قالت الحكومات التي تمثل 98% من سكان العالم إن استخدام الأسلحة الكيميائية أمر بغيض وأقرت معاهدة تحظر استخدامها حتى عندما تكون البلدان منخرطة في حرب"، في إشارة إلى اتفاقية الأسلحة الكيميائية.

### الرئيس أوباما يطلب موافقة الكونغرس على التدخل
في أعقاب نشر تقييم الحكومة الأمريكية لاستخدام الحكومة السورية للأسلحة الكيميائية في 30 أغسطس 2013، ألقى الرئيس أوباما خطابًا في حديقة البيت الأبيض الوردية في 31 أغسطس، أعلن فيه أنه سيسعى للحصول على إذن من الكونغرس قبل استخدام القوات العسكرية الأمريكية للتدخل في الحرب الأهلية السورية. وفي خطابه، أعلن أنه "مستعد لإصدار هذا الأمر"، في إشارة إلى إصدار أمر بتوجيه ضربة إلى سوريا. وزعم أوباما أن التدخل كان ضرورياً لأن الهجوم الأخير بالأسلحة الكيماوية في سوريا "يهدد بجعل الحظر العالمي على استخدام الأسلحة الكيميائية محل استهزاء" كما أنه يعرض حلفاء الولايات المتحدة الإقليميين الذين يتشاركون الحدود مع سوريا للخطر. وفي خطابه، قال أوباما أيضاً: "في حين أعتقد أنني أملك السلطة لتنفيذ هذا العمل العسكري دون الحصول على إذن محدد من الكونغرس، فأنا أعلم أن البلاد سوف تصبح أقوى إذا سلكنا هذا المسار، وسوف تكون أفعالنا أكثر فعالية". وسرعان ما تبع ذلك تقديم مشروع القرار رقم 21 في مجلس الشيوخ.

## أحكام مشروع القانون
- يعطي القسم الأول من مشروع القانون عنوانه المختصر: تفويض استخدام القوة العسكرية ضد الحكومة السورية للرد على استخدام الأسلحة الكيميائية.[35]
- ويسمح القسم الثاني من مشروع القانون لرئيس الولايات المتحدة باستخدام القوات المسلحة الأميركية "بطريقة محدودة ومحددة ضد أهداف عسكرية مشروعة في سوريا" فقط لتحقيق أربعة أهداف محددة:[35]

(1) الرد على استخدام الحكومة السورية لأسلحة الدمار الشامل في الصراع في سوريا؛
(2) ردع سوريا عن استخدام مثل هذه الأسلحة من أجل حماية مصالح الأمن القومي للولايات المتحدة وحماية حلفاء الولايات المتحدة وشركائها ضد استخدام مثل هذه الأسلحة؛
(3) إضعاف قدرة سوريا على استخدام مثل هذه الأسلحة في المستقبل؛
(4) منع نقل أسلحة الدمار الشامل إلى الجماعات الإرهابية أو أي دولة أخرى أو أي جهة فاعلة غير حكومية داخل سوريا.
وينص مشروع القانون (في القسم الثاني، الفقرة الفرعية ب) على أنه قبل اتخاذ أي إجراء من هذا القبيل، يتعين على الرئيس أن يقدم إلى الكونغرس قراره بشأن استيفاء ستة شروط. وهذه الشروط هي (اقتباسات مباشرة):
(1) استخدمت الولايات المتحدة كل الوسائل الدبلوماسية والسلمية المناسبة لمنع نشر واستخدام أسلحة الدمار الشامل من قبل سوريا؛
(2) نفذت الحكومة السورية هجومًا واحدًا أو أكثر بالأسلحة الكيميائية؛
(3) استخدام القوة العسكرية ضروري للرد على استخدام الأسلحة الكيميائية من قبل الحكومة السورية؛
(4) من مصلحة الأمن القومي الأساسية للولايات المتحدة استخدام مثل هذه القوة العسكرية؛
(5) لدى الولايات المتحدة خطة عسكرية لتحقيق الأهداف المحددة التالية: (أ) الرد على استخدام الحكومة السورية لأسلحة الدمار الشامل في الصراع الدائر في سوريا؛ (ب) ردع سوريا عن استخدام مثل هذه الأسلحة من أجل حماية مصالح الأمن القومي للولايات المتحدة وحماية حلفاء الولايات المتحدة وشركائها ضد استخدام مثل هذه الأسلحة؛ (ج) إضعاف قدرة سوريا على استخدام مثل هذه الأسلحة في المستقبل؛ و(د) منع نقل أي أسلحة دمار شامل إلى الجماعات الإرهابية أو غيرها من الجهات الفاعلة الحكومية أو غير الحكومية داخل سوريا؛
(6) استخدام القوة العسكرية يتوافق مع أهداف استراتيجية الولايات المتحدة تجاه سوريا ويعززها، بما في ذلك التوصل إلى تسوية سياسية تفاوضية للصراع.
- ينص القسم الثالث من مشروع القانون على أن التفويض الوارد في القسم الثاني لا يجيز "استخدام القوات المسلحة للولايات المتحدة على الأرض في سوريا لغرض العمليات القتالية".[35]
- ويحدد القسم الرابع من مشروع القانون جدولا زمنيا لأي عمل عسكري. وينتهي التفويض باستخدام القوة العسكرية في سوريا بعد 60 يوماً، ويبدأ العد من تاريخ صدور القرار المشترك.[35] يحق للرئيس تمديدًا لمرة واحدة لمدة 30 يومًا، ولكن فقط بعد التصديق على الكونغرس بأن ذلك ضروري لإكمال المهمة الموضحة في القسم الثاني وإذا لم يصدر الكونغرس قرارًا مشتركًا ثانيًا يرفض التمديد.[35]
- القسم الخامس هو بيان السياسة المكون من جزأين. أولاً (في الفقرة الفرعية أ)، تنص على أن "سياسة الولايات المتحدة هي تغيير الزخم في ساحة المعركة في سوريا من أجل خلق الظروف المواتية للتوصل إلى تسوية تفاوضية تنهي الصراع وتؤدي إلى حكومة ديمقراطية في سوريا".[35][2] ثانياً (في الفقرة الفرعية ب)، تنص على أن سياسة حكومة الولايات المتحدة في سوريا يجب أن تهدف إلى إضعاف قدرة نظام الأسد على استخدام أسلحة الدمار الشامل، وفي الوقت نفسه رفع مستوى القدرات العسكرية القاتلة وغير القاتلة لقوات المعارضة السورية.[35]
- وينص القسم السادس من مشروع القانون على أن يتشاور الرئيس مع الكونغرس ثم يقدم "استراتيجية للحكومة الأمريكية لتحقيق تسوية سياسية تفاوضية للصراع في سوريا، بما في ذلك مراجعة شاملة للسياسة الدبلوماسية والسياسية والاقتصادية والعسكرية الأمريكية الحالية والمخطط لها تجاه سوريا".[35] وتتضمن هذه الاستراتيجية معلومات عن المساعدات الأمريكية للجماعات المتمردة، والتنسيق مع حلفاء أمريكا الآخرين بشأن الوضع في سوريا، والجهود المبذولة للتعامل مع الإرهابيين والمتطرفين في سوريا، والتخطيط لكيفية تأمين الأسلحة الكيميائية والبيولوجية السورية الحالية، والجهود المبذولة لمعالجة الاحتياجات الإنسانية في سوريا.[35]
- ينص القسم السابع على سلسلة من متطلبات إعداد التقارير، مما يلزم الرئيس بتقديم تقرير إلى الكونغرس حول التقدم المحرز في تحقيق المهمة، وحول التكاليف المالية، وحول التأثير التشغيلي.[35]
- ينص القسم الثامن على أن القسم الثاني لا يمكن اعتباره إعلان حرب.[35]

## التاريخ الإجرائي

### مجلس الشيوخ

#### لجنة العلاقات الخارجية بمجلس الشيوخ
أعلن الرئيس باراك أوباما يوم الأحد 31 أغسطس 2013 أنه سيسعى للحصول على موافقة الكونغرس على أي تدخل عسكري في سوريا وقدم مشروع قرار إلى الكونغرس. ورداً على ذلك، عقدت لجنة العلاقات الخارجية بمجلس الشيوخ الأمريكي، يوم الثلاثاء 3 سبتمبر 2013، جلسة استماع بشأن الاقتراح الخاص بالسماح باستخدام القوة العسكرية في سوريا. وقد حضر الجلسة وزير الخارجية جون كيري، ووزير الدفاع تشاك هيغل، ورئيس هيئة الأركان المشتركة الجنرال مارتن ديمبسي كشهود. صرح السيناتور بوب مينينديز رئيس لجنة العلاقات الخارجية بمجلس الشيوخ، أنه يؤيد استخدام القوة العسكرية ضد حكومة الأسد عندما أعلن عن جلسة الاستماع.
وفي مساء يوم الثلاثاء 3 سبتمبر، أعلن السيناتور بوب كوكر، العضو الجمهوري البارز في اللجنة، أنه والرئيس مينينديز توصلا إلى اتفاق تسوية بشأن اللغة والقيود الواردة في مشروع القانون. وشملت القيود حظر "نشر قوات برية"، ووضع حد أقصى لطول التدخل، ومتطلبات الإبلاغ عن فحص مجموعات المعارضة السورية. تم إرسال مسودة اللغة الجديدة إلى أعضاء اللجنة الآخرين قبل جلسة التصحيح المقررة في اليوم التالي. أثناء عملية وضع العلامات، كان السيناتوران جون ماكين وكريس كونز مسؤولين عن اقتراح اللغة الموجودة في القسم 5 (أ) والتي من شأنها أن تسمح للرئيس بمحاولة "تغيير الزخم على ساحة المعركة في سوريا".
وقد تم تمرير القرار المشترك من قبل لجنة العلاقات الخارجية بمجلس الشيوخ بأغلبية 10 أصوات مقابل 7 أصوات يوم الأربعاء 4 سبتمبر 2013. وكان التصويت من الحزبين، سواء في التأييد أو المعارضة. صوت اثنان من أعضاء اللجنة من الحزب الديمقراطي الليبرالي ضد مشروع القانون، بينما صوت عضو ديمقراطي آخر ببساطة "بالحاضر" بدلاً من التصويت لصالح أي من الجانبين. صوت ثلاثة جمهوريين لصالح مشروع القانون. بعد إقرار القرار، صرح السيناتور كوكر قائلاً: "لا أحد منا يريد أن تتورط الولايات المتحدة في صراع آخر، لذا فقد قيدت اللجنة بشكل كبير التفويض الأصلي للرئيس".

##### تفاصيل تصويت اللجنة
الديمقراطيون:
- بوب مينينديز، رئيس ولاية نيوجيرسي - أيد مشروع القانون والتدخل.[40]
- توم يودل، نيو مكسيكو - صوت ضد مشروع القانون.[31]
- كريس ميرفي، كونيتيكت - صوت ضد مشروع القانون.[31]
- إد ماركي، ماساتشوستس - صوت حاضرًا، "وقال إنه لا يزال يشعر بالخوف من تصويته لصالح تفويض الحرب في العراق".[31] وأشار إلى أنه سوف ينظر عن كثب في الأدلة قبل أن يقرر كيف سيصوت عندما يصل مشروع القانون إلى مجلس الشيوخ.[31]
- باربرا بوكسر، كاليفورنيا - صوتت لصالح مشروع القانون.[31]
- بن كاردين، ماريلاند - صوت لصالح مشروع القانون.[31]
- جين شاهين، نيو هامبشاير - صوتت لصالح مشروع القانون.[31]
- كريس كونز، ديلاوير - صوت لصالح مشروع القانون.[31]
- ديك دوربين، إلينوي - صوت لصالح مشروع القانون.[31]
- تيم كين، فرجينيا - صوت لصالح مشروع القانون.[31]

الجمهوريون:
- بوب كوكر، عضو مجلس الشيوخ عن ولاية تينيسي - صوت لصالح مشروع القانون.[31]
- جون ماكين، أريزونا - صوت لصالح مشروع القانون.[31] وقد اعتُبر دعمه أمرًا بالغ الأهمية لإقرار مشروع القانون، لذا تم إجراء تغييرات على اللغة لمنح الرئيس حرية كبيرة لإلحاق الضرر بحكومة الأسد.[31]
- راند بول، كنتاكي - صوت ضد مشروع القانون. ويعتبر من الشخصيات الرائدة ضد التدخل، وقد قدم قرارًا بديلًا كان من شأنه أن "يعلن أن الرئيس لديه السلطة للتصرف من جانب واحد فقط عندما تواجه الأمة هجومًا".[31]
- جيم ريش، أيداهو - صوت ضد مشروع القانون.[31]
- ماركو روبيو، فلوريدا - صوت ضد مشروع القانون.[31]
- جون باراسو، وايومنغ - صوت ضد مشروع القانون.[40]
- رون جونسون، ويسكونسن - صوت ضد مشروع القانون.[41]
- جيف فليك، أريزونا - صوت لصالح مشروع القانون.[31]

#### قاعة مجلس الشيوخ
في يوم الجمعة الموافق 6 سبتمبر 2013، قدم زعيم الأغلبية في مجلس الشيوخ هاري ريد (ديمقراطي من ولاية نيفادا) رسميًا نص القرار المشترك الذي وافقت عليه لجنة العلاقات الخارجية بمجلس الشيوخ. وأشاد ريد بالثنائية الحزبية في القرار وأعرب عن تفضيله الشخصي لصالحه عندما قدم القرار.
نشرت صحيفة ذا هل تقريرها الخاص الذي يتضمن معلومات عن أعضاء مجلس الشيوخ والنواب الذين أعلنوا دعمهم أو معارضتهم للتدخل العسكري الأمريكي في سوريا. اعتبارًا من 9 سبتمبر، بلغت قائمة المرشحين:
- نعم/ميل إلى نعم: 26 (17 ديمقراطيًا، و9 جمهوريين)
- لا/الميول رقم: 20 (14 جمهوريًا، 6 ديمقراطيين)
- غير محدد/غير واضح: 54 (29 ديمقراطيًا، 23 جمهوريًا، 2 مستقلين)

كما قامت صحيفة واشنطن بوست أيضًا بإعداد إحصائها الخاص للأصوات التي حصلت على سوريا. بلغ عددهم في 13 سبتمبر:
- لصالح: 23 (16 ديمقراطيًا و7 جمهوريين)
- غير محدد: 34 (25 ديمقراطيًا، و8 جمهوريين، و1 مستقل)
- الميل رقم: 8 (3 ديمقراطيين، 4 جمهوريين، 1 مستقل)
- ضد: 35 (8 ديمقراطيين، 27 جمهوريًا)

### رد فعل البيت الأبيض
حتى قبل صياغة مشروع قانون التفويض في مجلس الشيوخ، ناهيك عن التصويت عليه، كانت هناك بالفعل شكوك حول ما إذا كان أي إجراء من هذا القبيل سوف يمر في مجلس النواب. قبل إعلان أوباما أنه سيسعى للحصول على موافقة الكونغرس، كان هناك بالفعل جمهوريون في مجلس النواب أعلنوا معارضتهم للتدخل في سوريا، بحجة أن الحرب الأهلية لا تشكل تهديدًا للولايات المتحدة. استمرت الشكوك حول قدرة أي تشريع يسمح بالإضراب على المرور في مجلس النواب على مدار الأسبوع التالي. وكان من المقرر أن تستمع لجنة القوات المسلحة بمجلس النواب إلى وزير الخارجية جون كيري حول الحاجة إلى توجيه ضربات إلى سوريا في جلسة استماع في العاشر من سبتمبر 2013.
نشرت صحيفة ذا هل قائمة سوداء تتضمن معلومات عن أعضاء مجلس الشيوخ والنواب الذين أعلنوا دعمهم أو معارضتهم للتدخل العسكري الأمريكي في سوريا. في يوم 9 سبتمبر، بلغت قائمة المرشحين:
- نعم/ميل إلى نعم: 31 (21 ديمقراطيًا، و10 جمهوريين)
- غير محدد/غير واضح: 92 (71 ديمقراطيًا، 21 جمهوريًا)
- لا/الميول رقم: 144 (109 جمهوريين، 35 ديمقراطيين)

كما قامت صحيفة واشنطن بوست أيضًا بإعداد تعدادها الخاص للأصوات التي حصلت على سوريا.  بلغ عددهم في 13 سبتمبر:
- نعم: 25 (17 ديمقراطيًا و8 جمهوريين)
- غير محدد: 145 (111 ديمقراطي، 34 جمهوري)
- الميل رقم: 101 (38 ديمقراطيًا، 63 جمهوريًا)
- ضد: 162 (34 ديمقراطيًا و91 جمهوريًا)

وقد اقترح النائبان الديمقراطيان كريس فان هولن وجيرالد إي. كونولي مشروع قانون بديل من شأنه أن يفرض قيوداً على الرئيس أوباما أكثر صرامة من مشروع القانون الذي اقترحه مجلس الشيوخ. وبموجب اقتراحهم، لن يُسمح للرئيس إلا بجولة واحدة من الضربات الصاروخية، مع إمكانية توجيه ضربات إضافية في حالة وقوع هجمات إضافية بالأسلحة الكيميائية.

## النقاشات والجدل

### الرأي العام
في 9 سبتمبر 2013، تم نشر استطلاع رأي أجرته شبكة CNN وشركة ORC International، والذي تضمن بيانات حول مواقف الولايات المتحدة تجاه سوريا وإمكانية التدخل العسكري الأمريكي. وكشف الاستطلاع أن "أغلبية قوية" من المواطنين لا يريدون أن يأذن الكونجرس بتوجيه ضربة عسكرية ضد حكومة الأسد. أكثر من 70% من المستجيبين لم يعتقدوا أن الضربة العسكرية سوف تحقق الأهداف الأميركية، كما أن نسبة مماثلة لم تعتقد أن التدخل من مصلحة الولايات المتحدة الوطنية. وبحسب الاستطلاع، حتى لو وافق الكونغرس على القيام بعمل عسكري، فإن 55% من الأميركيين سيظلون يعارضون الضربات الجوية. وعندما سُئل المشاركون عن خطة تحد من العمل العسكري إلى 90 يوماً وتحظر استخدام القوات البرية، كما قد يجيزه القرار 21، عارضها 59%. وأشار الاستطلاع أيضا إلى أن شعبية الرئيس أوباما في السياسة الخارجية كانت في أدنى مستوياتها على الإطلاق وأن 3 فقط من كل 10 يوافقون على كيفية تعامله مع سوريا.

### الحجج المؤيدة للتدخل
وزعم أوباما أن التدخل كان ضروريًا لعدة أسباب، بما في ذلك أن مصداقية "المجتمع الدولي"، فضلاً عن أن "مصداقية أميركا والكوغجرس على المحك" نتيجة لتجاوز "الخط الأحمر"  وقد زعم وزير الخارجية جون كيري أمام لجنة الشؤون الخارجية في مجلس النواب أن "الجماعات المتطرفة التي تقاتل ضد الحكومة السورية سوف تصبح أقوى إذا لم تنفذ الولايات المتحدة ضربة عسكرية"  وفي سيناريو كيري، إذا لم تعاقب الولايات المتحدة حكومة الأسد على استخدام الأسلحة الكيميائية، فإن دولاً أخرى في المنطقة سوف تبدأ في تسليح الجماعات المتمردة الأكثر تطرفاً التي كانت الولايات المتحدة تضغط عليها لعدم القيام بذل. 

### الحجج المعارضة التدخل
كتب ستيفن والت، أستاذ العلاقات الدولية بجامعة هارفارد، رسالة مفتوحة نسخة محفوظة 2013-09-11 على موقع واي باك مشين. إلى عضو الكونغرس الذي أوضح له الأسباب التي دفعته إلى التصويت ضد التدخل في سوريا. كانت الحجة الأولى التي ساقها والت ضد التدخل هي أن الولايات المتحدة تفتقر إلى أي مصالح استراتيجية حيوية في سوريا. وبعد أن أقر بأن حكومة الأسد هي "دكتاتورية وحشية"، أشار إلى أن هذا الأمر لم يزعج الرؤساء السابقين. في الواقع، فإن التدخل في سوريا من شأنه أن يجعل الأمور أسوأ ويضر بالمصالح الأميركية من خلال خلق دولة فاشلة و"إشعال صراع على السلطة بين الفصائل الطائفية المتنافسة"، والتي بعضها "معادية بشدة لأميركا ومتعاطفة مع تنظيم القاعدة... والتدخل الأميركي من شأنه أن يساعد في جلب بعض أسوأ أعدائنا إلى السلطة". والسبب الثاني الذي ساقه والت هو أن الحجة الأخلاقية للتدخل في سوريا تفشل في أن تكون مقنعة. ورغم معاناة السوريين، فإن الضربات الجوية لن تغير ذلك، ولكنها قد تجعل الأمور أسوأ. يزعم والت أن "الأبحاث العلمية الحديثة حول الحروب الأهلية تظهر أن التدخل الخارجي يميل إلى زيادة عمليات قتل المدنيين ولا يقصر مدة الحروب". ويقترح التركيز على مساعدة اللاجئين بدلاً من ذلك. ثالثًا، دحض والت الحجة القائلة بأنه من الضروري خوض الحرب بسبب استخدام الأسد للأسلحة الكيميائية، خاصة وأن الأنظمة الأخرى التي استخدمت الأسلحة الكيميائية في الماضي لم تعاقبها الولايات المتحدة آنذاك. لقد زعم والت أن "الأسلحة الكيميائية لم تستخدم إلا بضع مرات على مدى السنوات الثمانين الماضية، وذلك في الغالب لأنها أقل فعالية من الأسلحة التقليدية في معظم مواقف ساحة المعركة". رابعا، زعم والت أن التدخل ليس ضروريا للحفاظ على مصداقية الولايات المتحدة لأنه "إذا امتنعنا عن استخدام القوة عندما لا تكون هناك مصالح حيوية متورطة أو عندما يؤدي القيام بذلك إلى جعل الأمور أسوأ، فإن هذا لا يقول شيئا عن استعدادنا لاستخدام القوة عندما يكون ذلك ضروريا حقا وعندما يمكن تحقيق أهداف واضحة ومحددة جيدا". وأخيرا، زعم والت أن "القادة الحكماء لا يذهبون إلى الحرب دون دعم دولي ومحلي قوي"، وهو ما لا يتمتع به الرئيس أوباما.
وكانت هناك حجة أخرى ضد التدخل وهي أن حتى التدخل الأكثر محدودية لديه القدرة على النمو بشكل أكبر ويتجاوز غرضه الأولي. خلال جلسة استماع للجنة القوات المسلحة بمجلس النواب، سأل النائب كريستوفر سميث رئيس الأركان المشتركة الجنرال ديمبسي عن احتمالية أن تؤدي ضربة صاروخية إلى عمل عسكري أكبر وأطول أمدًا.
كتب الصحفي توماس إي ريكس في مجلة فورين بوليسي في مدونته على موقع (ForeignPolicy.com) أن أحد الأسباب الإضافية التي رآها لرفض التدخل في سوريا هو أن القيام بذلك ضد إرادة الشعب الأمريكي، كما دعت السفيرة الأمريكية لدى الأمم المتحدة سامانثا باور مؤخرًا، هو "غير ديمقراطي تمامًا". لم يكن الأمريكيون مترددين بشأن الموقف فحسب، بل إنهم "لا يعتقدون أنه مشكلتهم". وفقًا لريكس، "يقوم النظام الأمريكي على الاعتقاد بأن الناس يعرفون بالفعل ما هو الأفضل لهم. لذلك أستنتج أن حجة باور هي في حد ذاتها سبب آخر لعدم التدخل في سوريا - إذا كان علينا أن نقوض نظامنا للقيام بذلك، فهو بالتأكيد لا يستحق العناء".

### تكهنات حول إقرار مشروع القانون
وقد انتشرت على الفور تكهنات في صحيفة نيويورك تايمز بأن أوباما سوف يفشل في الحصول على موافقة الكونغرس على التدخل في سوريا بمجرد إعلانه أنه سيسعى للحصول على هذه الموافقة. ووصفت الصحيفة جهود أوباما بأنها "واحدة من أخطر المخاطر التي واجهها في رئاسته". وفي اليوم الذي تم فيه تقديم القرار رسميًا، أي في السادس من سبتمبر، لم يكن من الواضح ما إذا كان سيُمر، حيث أعلن العديد من أعضاء مجلس الشيوخ بالفعل معارضتهم. وكان من المقرر أن يلتقي نائب الرئيس جو بايدن مع بعض أعضاء مجلس الشيوخ في 8 سبتمبر 2013 في محاولة لإقناعهم بدعم القرار.

## اتفاق لإزالة الأسلحة الكيماوية
في 10 سبتمبر 2013، تم تجنب التدخل العسكري عندما قبلت الحكومة السورية صفقة تفاوضية بين الولايات المتحدة وروسيا لتسليم "كل قطعة" من مخزوناتها من الأسلحة الكيميائية للتدمير وأعلنت عن نيتها الانضمام إلى اتفاقية الأسلحة الكيميائية. ولم يحصل مشروع القانون على تصويت في المجلس مطلقًا.

## روابط خارجية
- Library of Congress - Thomas - S.J.Res 21
- beta.congress.gov S.J.Res 21
- GovTrack.us S.J.Res 21
- OpenCongress.org S.J.Res 21
- WashingtonWatch.com S.J.Res 21[وصلة مكسورة]
- Text of S.J.Res 21 (as introduced) from the Committee on Foreign Relations of the Senate
- Video of the September 3 Senate Committee on Foreign Relations hearing (video begins at 24:00)
- Draft of President Obama's original resolution
- Video of President Obama's August 31, 2013 speech asking for Congressional authorization
- Text of President Obama's August 31, 2013 speech